# Figure de la Terre au Moyen Âge
Dans l'Antiquité grecque, de nombreux penseurs ne considéraient plus la religion et la mythologie comme des explications du monde. L'astronomie, très liée dans d'autres civilisations à l'astrologie et aux divinités locales, était chez les Grecs un sujet de recherches par le raisonnement et le calcul, sans aucun lien avec les dieux. La géodésie avait connu de grands développements. Dès la fin de l'époque classique, la sphéricité de la Terre était largement admise dans les milieux intellectuels. À l'époque hellénistique, on n'en doutait plus : Ératosthène en calcula la circonférence ; Hipparque et Marinus de Tyr établirent des cartes avec des coordonnées en longitude et latitude, qui furent perfectionnées par Ptolémée (voir Géographie (Ptolémée)) au IIe siècle apr. J.-C., dans les limites du monde connu d'alors, bien entendu (voir Figure de la Terre dans l'Antiquité et Sciences grecques).
Après la chute de l'Empire romain d'Occident sous le coup des invasions barbares, qui marque le début du haut Moyen Âge, et le cataclysme de 535 une grande partie de ce savoir se perdit dans cette partie du monde. Elle se conserva dans l'Empire romain d'Orient christianisé (voir Sciences et technologies byzantines) qui le transmit au monde musulman, grâce à l'intérêt pour les sciences initié par les Mutazilistes abbassides et la médiation des érudits et traducteurs syriaques, mais avec des phases successives d'oublis et de redécouvertes. Cette transmission se fit aussi vers l'Espagne musulmane, par exemple l'empereur byzantin Romain Ier Lécapène envoya bibliothèques, érudits, architectes et ingénieurs au souverain Abd al-Rahman III. Ce mouvement de connaissances des Grecs de l'Antiquité aux Byzantins et Arabo-musulmans continua jusqu'à la prise de Constantinople par les Turcs ottomans en 1453, qui mit fin à l'empire byzantin. Sous la menace ottomane grandissante, plusieurs lettrés et leurs bibliothèques avaient déjà migré dans la péninsule italienne, vers Venise en particulier (voir Sciences grecques).
La redécouverte de la science antique en Occident, déjà commencée avec Boèce avant l'événement de 535, se fit aussi par la voie arabe (à partir de l'Al-Andalus) concernant les points de vue n'entrant pas en contradiction frontale avec l'islam. Gerbert d'Aurillac ramena par exemple de Cordoue le zéro des Indiens, qu'il imposa à la chrétienté une fois devenu pape de l'an mille sous le nom de Sylvestre II. Les croisades jouèrent un rôle, bien que les échanges scientifiques ne fussent pas leur objet. La voie gréco-byzantine existait largement avant le schisme de 1054 et se poursuivit avec le début de la Renaissance et l'arrivée de réfugiés byzantins fuyant avec leurs bibliothèques la menace ottomane grandissante.

## L'Antiquité tardive en Orient
L'École néoplatonicienne d'Alexandrie qui demeure en activité jusqu'en 640, maintient, avec Ammonios, Jean Philopon et Étienne d'Alexandrie, le savoir astronomique alexandrin.
L'École théologique d'Antioche, avec Diodore de Tarse (+394), Théodore de Mopsueste (350–428), Théodoret de Cyr (+457 env.) soutient la thèse de la Terre plate. Dans une lecture littérale de l’Épître aux Hébreux, l'Arche d'alliance est l'image du Monde. Le Monde a donc la forme de l'Arche avec une base (la Terre) et un couvercle voûté (le Ciel). C'est ce modèle qui est exposé par Cosmas Indicopleustès (+560 env.) dans Topographie chrétienne. L'influence de cette école, considérée comme nestorienne, a été limitée. À la suite des conflits christologiques et du déplacement vers la Perse des Nestoriens, elle est remplacée, en Syrie, par l'École jacobite qui développe une culture helléno-syriaque et, pour ce qui concerne la cosmographie, utilise, avec Sévère Sebôkht (575–667), le modèle de l'univers sphérique. Le monde syriaque sera un maillon fondamental dans la transmission des connaissances astronomiques ptolémaïques à la civilisation islamique.
L'École théologique d'Alexandrie, avec Clément d'Alexandrie (150–230), Origène, et, plus tard, Jean Philopon (490–575) soutient le modèle platonicien de la Terre sphérique et fixe au centre de l'univers. Elle prône une lecture allégorique de la Bible, pour elle Bible et Science ne sont pas contradictoires. C'est également la position de Basile de Césarée (329–379) dans ses Homélies sur l'Hexaeméron, qui est critiqué par Théodore de Mopsueste dans son Commentaire de la Genèse. Les termes de la controverse entre les deux écoles sont exposés par Jean Philopon dans La Création du monde.
Une tradition de géographie se maintient à Constantinople, Trébizonde et Mistra.

## Travaux arabes et chinois
Les travaux arabes intéressant l'astronomie et la géodésie furent nombreux et variés. Ce sont surtout des savants de la cour du calife de Bagdad qui se sont distingués au début. Ainsi, vers l'an 800, le calife abasside Hâroun ar-Rachîd (766–809) a pu envoyer à Charlemagne une horloge perfectionnée – horloge hydraulique imitée des Grecs, ou à poids selon les auteurs. Son fils Al-Ma'mūn s'érigea en protecteur des arts et des sciences et fit de sa capitale Bagdad le principal centre culturel de l'époque. Il fit acquérir et traduire en arabe de nombreux manuscrits grecs, construire des observatoires astronomiques et reprendre la mesure de la circonférence de la Terre par la méthode d'Ératosthène. Les premières mesures eurent lieu en 814 au nord-ouest de Bagdad, dans la plaine de Mésopotamie. Elles fournissaient une distance de 90 kilomètres par degré de latitude, trop courte d'environ 20 %. Pour procéder à ces mesures, deux équipes de géodésiens munis d'astrolabes et de baguettes d'arpentage furent dépêchées, l'une vers le Nord, l'autre vers le Sud, avec mission de déterminer les distances à partir de la base fixe pour lesquelles la hauteur de l'étoile polaire avait changé d'un degré. D'autres mesures furent effectuées selon le même principe vers 827 dans la plaine de Palmyre, entre Damas et l'Euphrate, et fournissaient une valeur équivalente à 119 km par degré de latitude, donc trop élevée d'environ 10 %.
L'astronome Al-Battani, connu en Occident sous le nom latinisé Albategnius, qui vers l'an 900 se sert couramment de la trigonométrie, donne de bonnes tables astronomiques et publie un traité de géographie fournissant les positions des principales villes de l'époque.

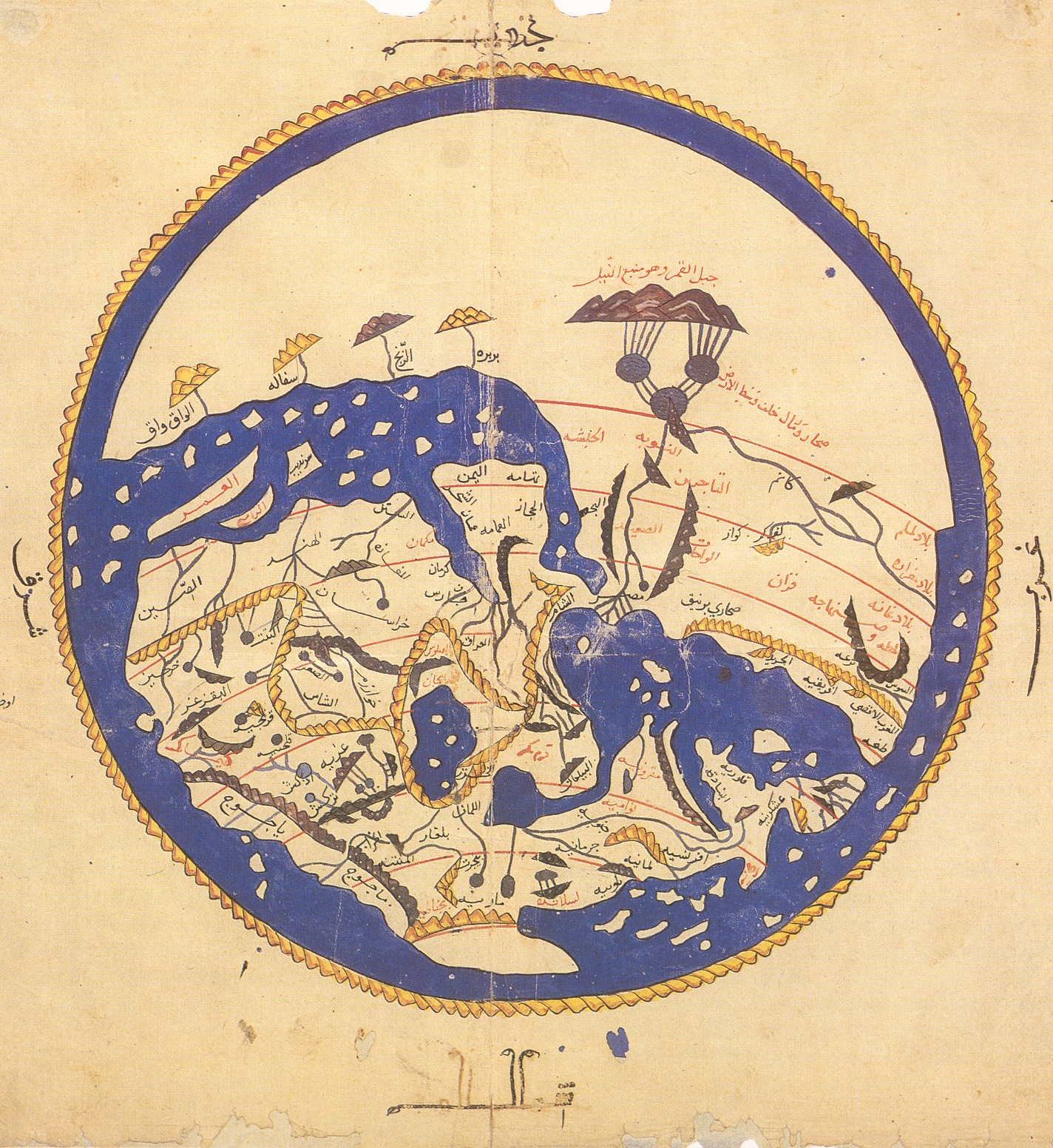
Le monde d'Al Idrissi orienté sud/nord (v.1160).

En l'an 1000, l'école arabe d'astronomie brille, grâce à des savants comme Abou Wefa et Ibn Yunus qui proposent pour les constantes astronomiques fondamentales des valeurs assez précises : obliquité de l'écliptique, inégalités lunaires, précession des équinoxes, etc. Les observations de ces savants arabes seront utilisées huit siècles plus tard en tant qu'évidence prouvant que l'excentricité de l'orbite terrestre varie. En outre, Ibn Yunus mesure le temps à l'aide d'un pendule, six siècles avant que Galilée ne redécouvre la loi des petites oscillations isochrones. Un autre savant arabe, Alhazen, commente l'œuvre de Ptolémée et écrit un traité d'optique dans lequel il parle de verres grossissants. Al Idrissi (Erdisi, c. 1100 – c. 1165) achève en 1154 son livre intitulé « Description complète des villes et des territoires » qu'il écrivit à Palerme pour le compte de Roger II, roi des Deux-Siciles. Il s'agit d'une compilation de travaux concernant la géographie universelle.
Hors des sphères chrétienne et musulmane, on doit citer les observations des Chinois. Ceux-ci avaient découvert aussi de leur côté que la Terre était sphérique. Ainsi, en 723 de notre ère, sous la dynastie des Tang, le moine-astronome chinois Yi Xing (683–727) emmena une équipe de géodésiens mesurer les ombres projetées par les rayons du Soleil et les hauteurs de l'étoile polaire. Les mesures furent effectuées les jours de solstice et d'équinoxe en treize endroits différents de Chine. Yi Xing calcula alors la longueur d'un degré d'un arc de méridien et trouva une valeur équivalente à environ 132,3 km, donc environ 20 % trop élevée.

## L'Antiquité tardive en Occident et le haut Moyen Âge

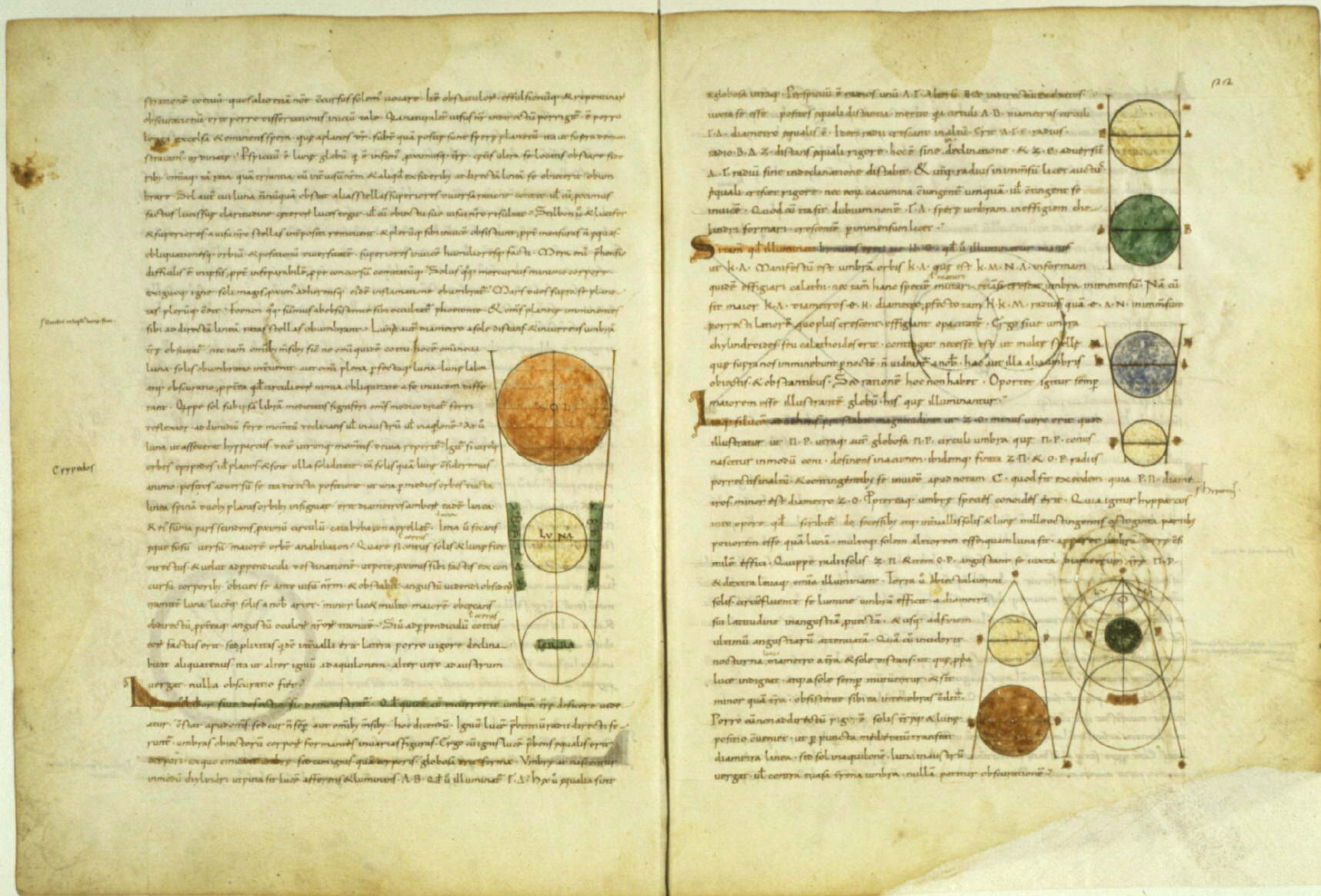
Timée, traduit en latin par Calcidius (IVe siècle), manuscrit du Xe siècle.

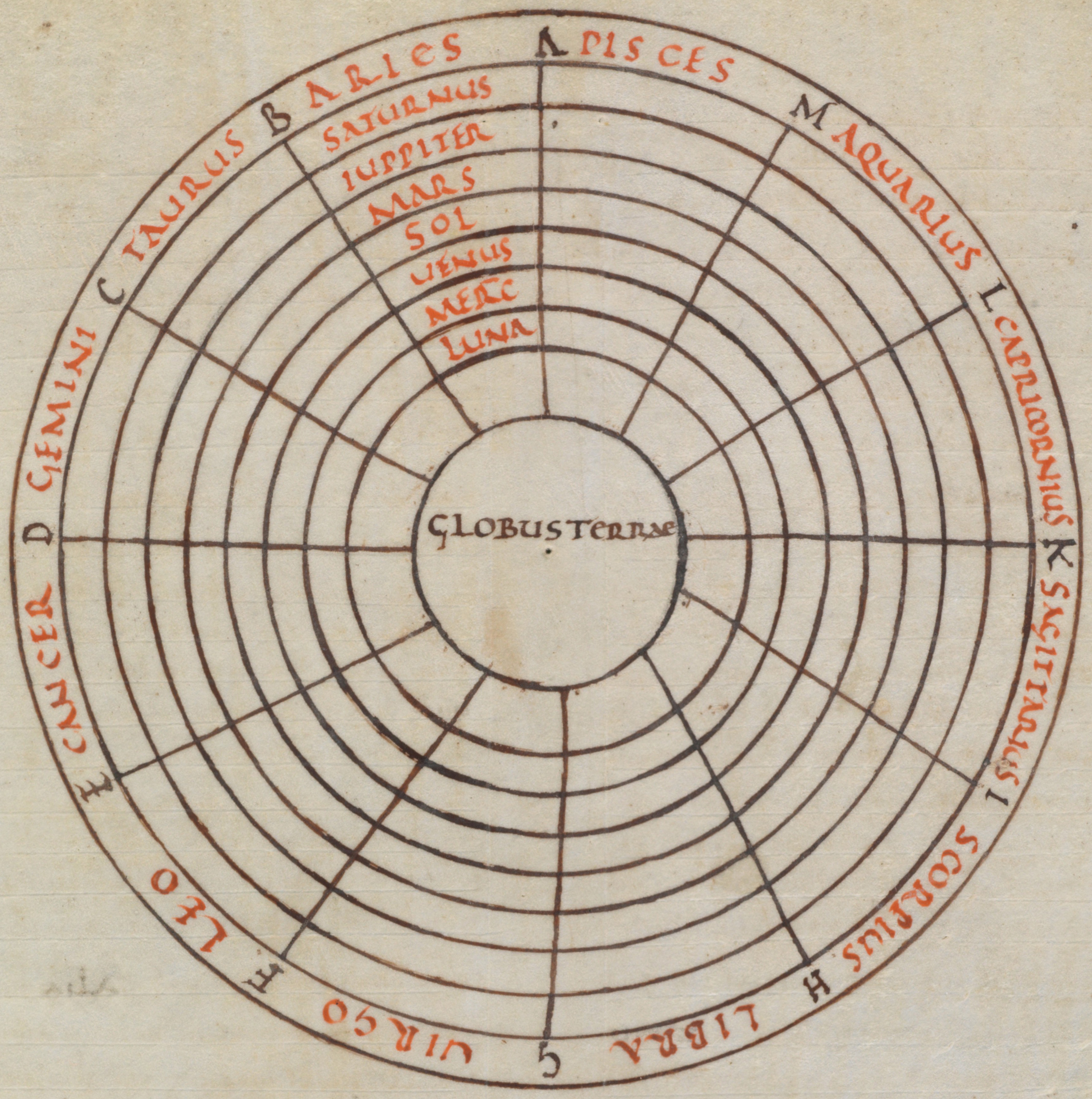
Manuscrit du IXe siècle, les sphères célestes de Macrobe.

### Le globe terrestre
En Occident, hormis Lactance (250–325) qui ne conçoit qu'une Terre plate, la rotondité de la Terre, du fait de la connaissance maintenue du Timée grâce aux traductions en latin de Cicéron et surtout de Chalcidius au IVe siècle, reste communément admise par les lettrés. Par ailleurs, le commentaire qui accompagne la traduction de Chalcidius résume les connaissances astronomiques du Ier siècle en reprenant la plus grande partie du chapitre Astronomie de l'Exposition des connaissances mathématiques utiles à la lecture de Platon de Théon de Smyrne.
Jérôme de Stridon (347-419), dans son Commentaire de l’Épitre aux Éphésiens, critique ceux qui nient la sphéricité [réf. nécessaire].
Pour Augustin (354–430) la question n’est pas la rotondité mais le peuplement des antipodes, dont il dénie la possibilité. En effet, pour lui, comme « l'Écriture ne peut mentir », les antipodes ne peuvent être peuplées par des hommes d'une autre souche que celle d'Adam, ce qui vaut refus du polygénisme. Or, pour l'évêque d'Hippone, comme pour ses contemporains, une zone infranchissable interdit d'atteindre les antipodes : comment donc les descendants de Noé auraient-ils pu traverser « l'immensité de l'Océan » pour aller peupler cette autre partie du Monde ?
Macrobe (370–440 env.), dans son Commentaire sur le songe de Scipion, souligne que la terre est sphérique ; il expose la théorie des cinq zones climatiques et évoque l'hypothèse d'antipodes peuplés.
Au Ve siècle, Martianus Capella décrit, au livre VIII des Noces de Philologie et de Mercure, un modèle astronomique géo-héliocentrique dans lequel la Terre, immobile au centre de l'Univers, voit les étoiles, le Soleil et la plupart des planètes tourner autour d'elle, alors que Mercure et Vénus tournent autour du Soleil.
Boèce (480–525) dans Consolation de la philosophie parle de la masse arrondie de la Terre.
Dans ses Étymologies, Isidore de Séville (~530–~636) compare la Terre à une balle.
Bède le Vénérable (672–725) dispose d'un manuscrit de l'Histoire naturelle de Pline l'Ancien ; dans ses traités De natura rerum et De tempore ratione, la Terre est ronde.
Charlemagne, dans plusieurs statues et gravures de son époque, est représenté tenant dans sa main un globe terrestre surmonté de la Croix.
Jean Scot Erigène (v. 800–876) étend, dans son Periphyseon le modèle géo-héliocentrique de Martianus Capella en faisant également tourner Mars et Jupiter autour du Soleil,.
Au chapitre XCIII de sa Géométrie, Gerbert d’Aurillac (v. 945–1003) décrit l'expérience d'Ératosthène et Hermann Contract (1013–1054) estime la circonférence de la Terre à partir de cette méthode.
Illustrations d'un manuscrit du XIIIe siècle du Commentaire sur le Songe de Scipion :

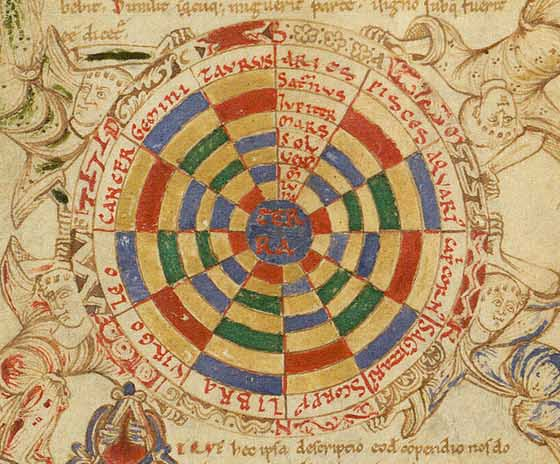
L'univers, la Terre entourée des sept planètes et du zodiaque.
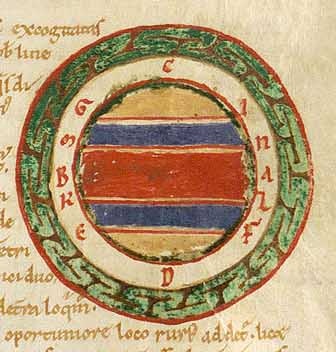
Les cinq zones climatiques, polaires en jaune, tempérées en bleu, torride en rouge.
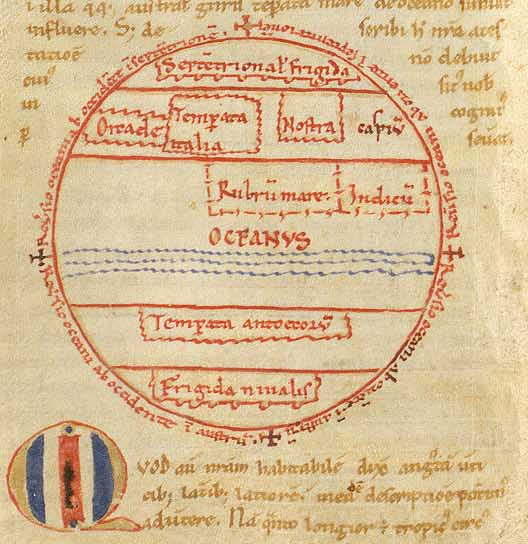
Vignette montrant le monde connu séparé des antipodes par l'océan à l'équateur.
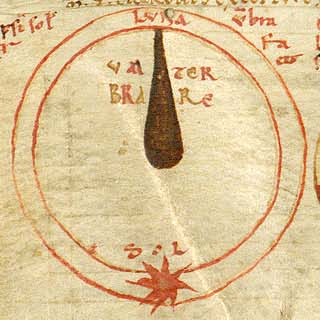
Éclipse de Lune.

### La carte du monde connu

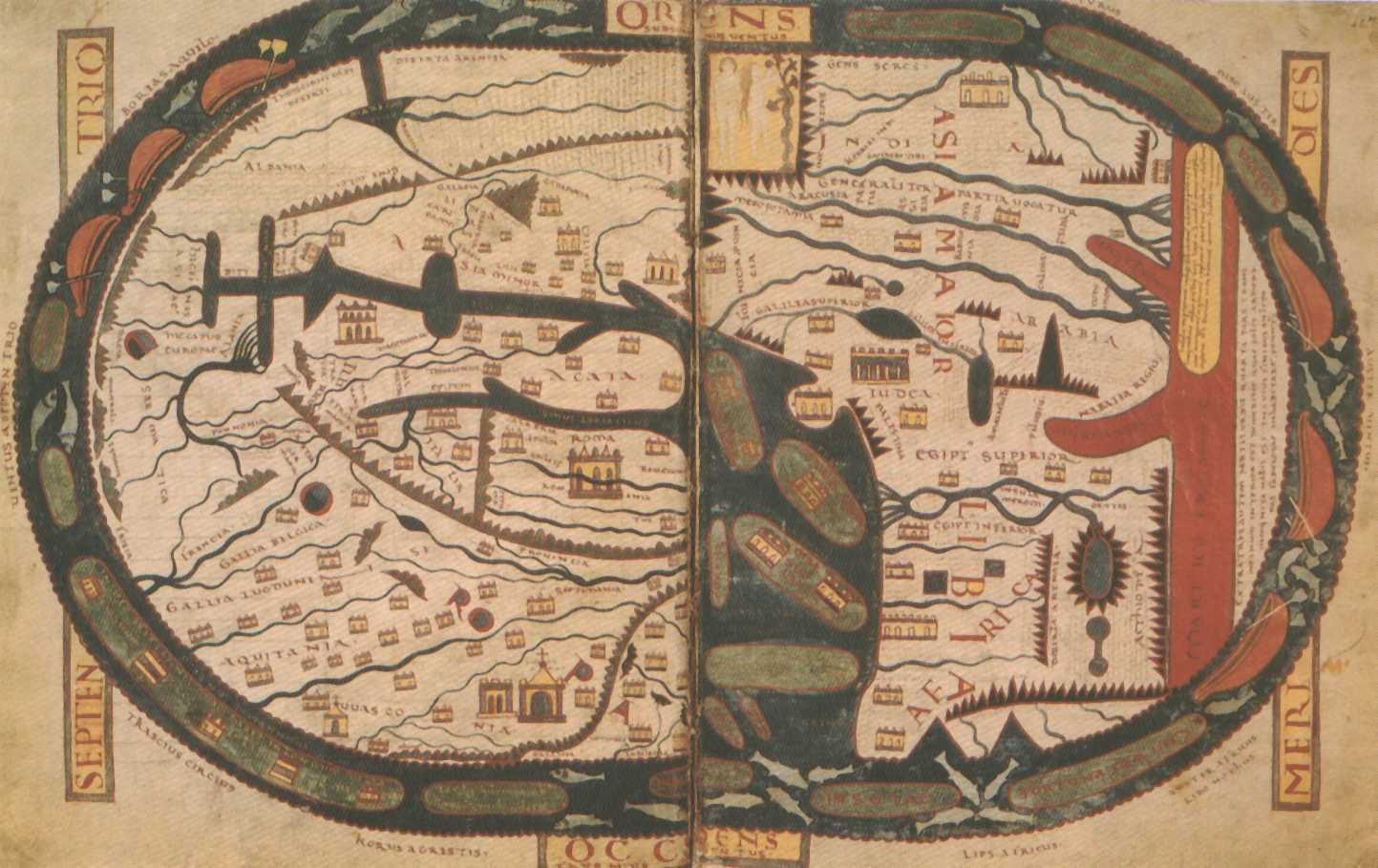
Mapa Mundi de Beatus de Liébana (v. 780) conservé dans le manuscrit de Saint Severn.

Les progrès dans la représentation cartographique réalisés par Marinos de Tyr et Ptolémée restent méconnus et la carte en T, utilisée pour représenter le monde connu, reprend le modèle circulaire d'Hécatée de Milet du VIe siècle av. J.-C., Jérusalem remplaçant Delphes comme omphalos du Monde.
L’Occident latin ignore l'œuvre de Ptolémée jusqu'aux traductions de l'Almageste depuis le grec et l'arabe réalisées en 1160 et 1175 par Henri Aristippe et Gérard de Crémone.
De multiples raisons peuvent expliquer ce fait :
- L'intérêt limité du monde latin pour la science grecque[26] ;
- Les bouleversements institutionnels, les destructions de patrimoine culturel (écoles, bibliothèques) et les pertes de population provoqués par les grandes invasions, entre le IVe et le IXe siècle ;
- Le rétrécissement de l'espace occidental à la suite de la conquête arabe, qui coupe en deux parties hostiles la grande aire de communication culturelle qu'avait créée l'empire romain ;
- La séparation avec Byzance et le monde grec ;
- La priorité donnée au trivium et à la théologie dans un système éducatif en recomposition.

### L'Orbe des rois chrétiens

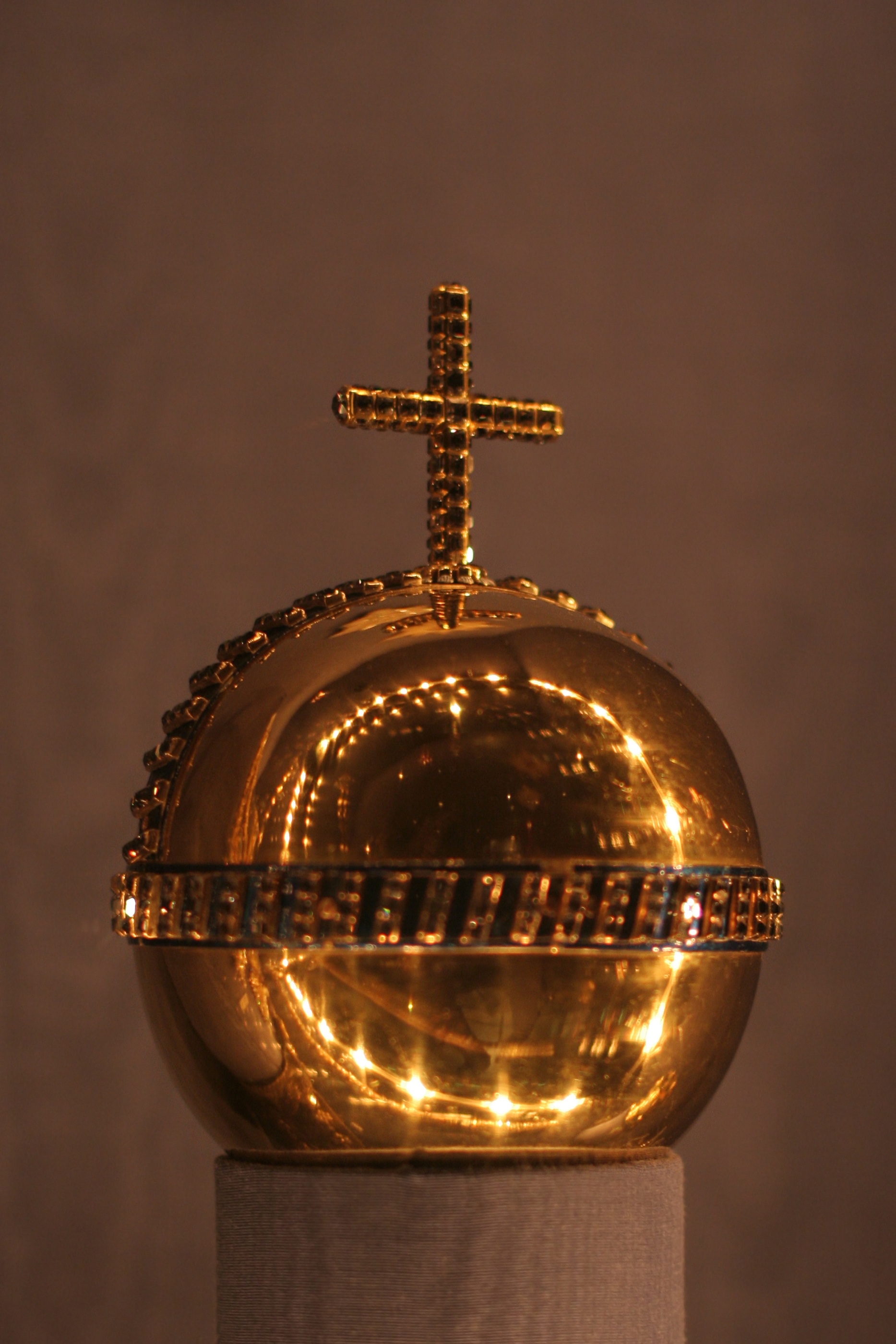
Orbe appartenant aux regalia de la couronne danoise.

Dès le début du Ve siècle apr. J.-C. (et jusqu'à nos jours) l'Orbe, un globe surmonté d'une croix, est utilisé comme insigne royal pour le sacre de la plupart des monarques d'Europe. La croix symbolise leur religion, qui domine le globe.

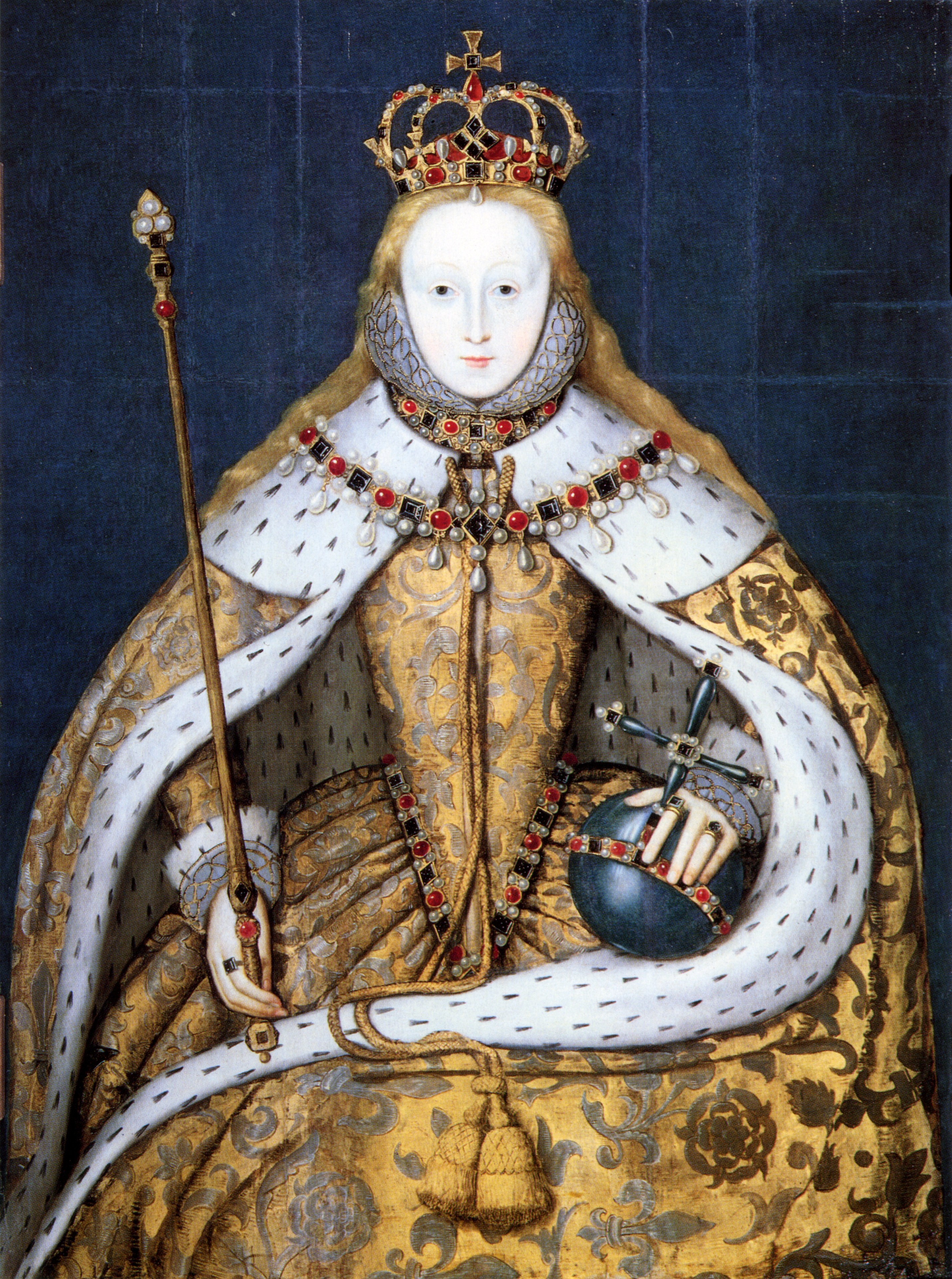
Élisabeth Ire portant la couronne, le sceptre et l'orbe royal.

## Bas Moyen Âge: travaux en Europe occidentale

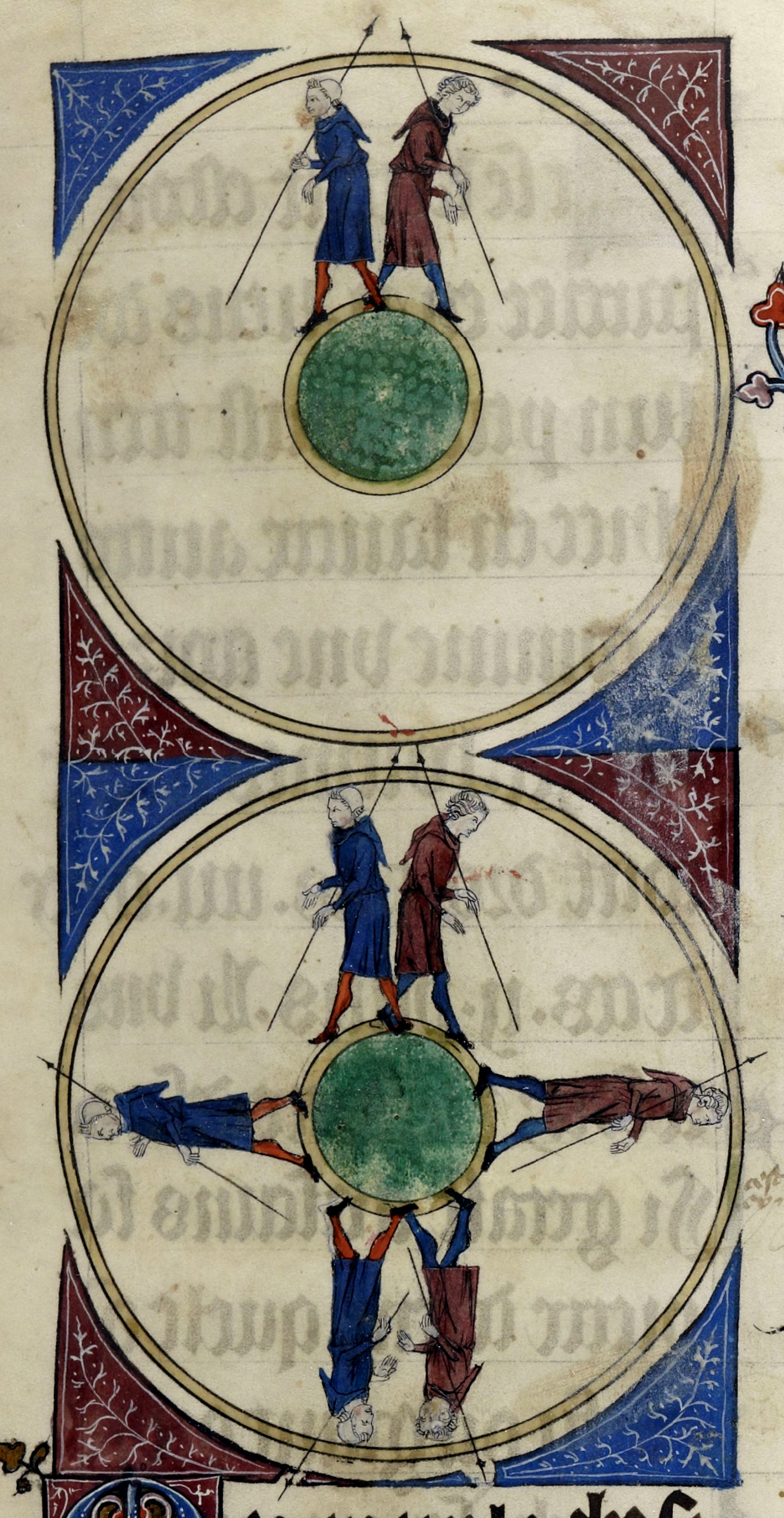
Illustration d'un manuscrit du XIVe siècle de L'Image du monde (c. 1246).

À partir du XIIe siècle, quelques esprits éclairés, tels Saint Thomas d'Aquin, Abélard et d'autres, commençaient à publier des écrits philosophiques qui seront importants pour l'évolution de la pensée scientifique. La réapparition de l'Europe sur la scène scientifique internationale est amorcée par Jordanus Nemorarius et Léonard de Pise (dit Fibonacci). Le XIIe siècle est une période de retour vers la culture hellénique, de sorte qu'on peut commencer à parler d'une renaissance.
Après la création des royaumes latins d'Orient au XIIe siècle et la Reconquista en péninsule ibérique et donc six siècles après la mort de Boèce, les œuvres d'Aristote et de Ptolémée font leur retour en Occident via cette fois-ci leurs traductions arabes, à leur tour traduites en latin, notamment par Gérard de Crémone. Les différents systèmes du monde, tels qu'on les découvrit alors dans les écrits d'Aristote et de Ptolémée, ou même dans les écrits d'Al-Farghani, firent l'objet de nombreuses gloses et de débats, notamment sur la rotation relative de la Terre. La diffusion de ce savoir fut favorisée par la naissance des universités : l'université de Bologne (1158), d'Oxford (1167), de Padoue (1222), la Sorbonne (1257), et l'université de Cambridge (1284).

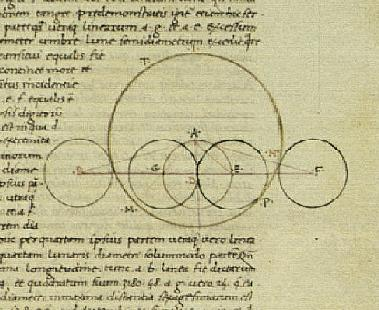
Traduction en latin, par Georges de Trébizonde, de l'Almageste de Ptolémée. (1451).

Pendant le XIIIe siècle, les études de Roger Bacon (c. 1220–c. 1292) sur la réfraction ouvrent la voie à l'optique en tant que science. Bacon étudie aussi l'astronomie et la géographie. Il considère les marées océaniques comme le résultat de l'attraction lunaire. Raimundo Lulle (c. 1235–1315), théologien catalan, est alchimiste. Épistolier, il combat quelques idées erronées de son époque par des pétitions de principe. Ainsi, il démontre par l'absurde que l'idée d'antipodes n'est pas inconciliable avec le bon sens. En cela, il retrouve l'idée d'Augustin qui ne faisait que les supposer inhabités. En gros, son raisonnement est celui-ci : « Si la Terre est bien ronde — ce que nous croyons — et si les Antipodes sont habités, pour les gens des Antipodes c'est nous qui sommes la tête en bas et qui devrions tomber. Or, nous ne tombons pas. Donc, la vie est autant possible aux Antipodes que chez nous. »[réf. nécessaire] En outre, tout comme Bacon, Lulle s'intéressait au phénomène des marées de l'Atlantique. Il raisonna comme suit : « Ce mouvement régulier de va-et-vient de l'océan ne peut s'expliquer que si l'eau, en se retirant, va s'appuyer, en s'y élevant, sur une terre opposée à nos côtes, laquelle nous renvoie l'eau comme dans un bassin ».[réf. nécessaire] Pour Lulle, la Terre est donc bien ronde mais non nécessairement sphérique et il y a un rivage de l'autre côté de l'Atlantique, sans hypothèse formulée par l'auteur que ce soit celui des Indes ou celui d'un continent encore inconnu.
À la même époque, vers 1270, le vénitien Marco Polo voyage et séjourne en Chine, dont il aurait rapporté en particulier l'usage de la boussole magnétique aux fins d'orientation sur terre et en mer, bien qu'une controverse ait existé à ce sujet. Toujours à la même époque, l'astronome chinois Kochéou King dresse un catalogue des positions en latitude et longitude des villes de l'Empire du Milieu. Ces positions seront plus tard confirmées avec un accord de ±20' par des missionnaires jésuites. Kochéou King fait en outre construire un observatoire astronomique, où il accumule des observations pendant soixante ans. Plus tard et un peu plus à l'ouest, Ulugh Beg (1394–1449), fils du redouté Tamerlan (1336–1405) (Timur Leng, autrement dit Timour le Boiteux), fait construire l'observatoire de Samarcande et fait calculer sur des observations nouvelles les tables astronomiques qui portent son nom (Tables d'Oulough Beg, vers 1437).
Thomas d'Aquin, docteur de l'Église, alignera la position de celle-ci sur celle d'Aristote : terre sphérique et fixe au centre de l'univers.

## L'héritage byzantin
Quelques décennies avant la chute de Constantinople, des érudits byzantins commencèrent à émigrer vers Venise et les principautés italiennes, emportant avec eux quantité de manuscrits grecs. D'autres manuscrits furent ramenés par des occidentaux, le plus souvent italiens. L'événement emblématique de ce mouvement est le concile de Florence de 1438, au cours duquel l'empereur byzantin Jean VIII Paléologue sollicita l'appui des royaumes chrétiens occidentaux contre la menace d'invasion musulmane. Des érudits comme François Philelphe, Giovanni Aurispa, ou Basilius Bessarion jouèrent un rôle particulièrement actif dans la transmission des écrits grecs. Cette transmission permit une redécouverte plus approfondie des acquis antiques, notamment la version grecque de la Géographie de Ptolémée avec les cartes reconstituées par Maxime Planude. Ces redécouvertes de textes en Occident furent déterminantes dans l'avènement de la Renaissance.

## Mythe de la Terre plate

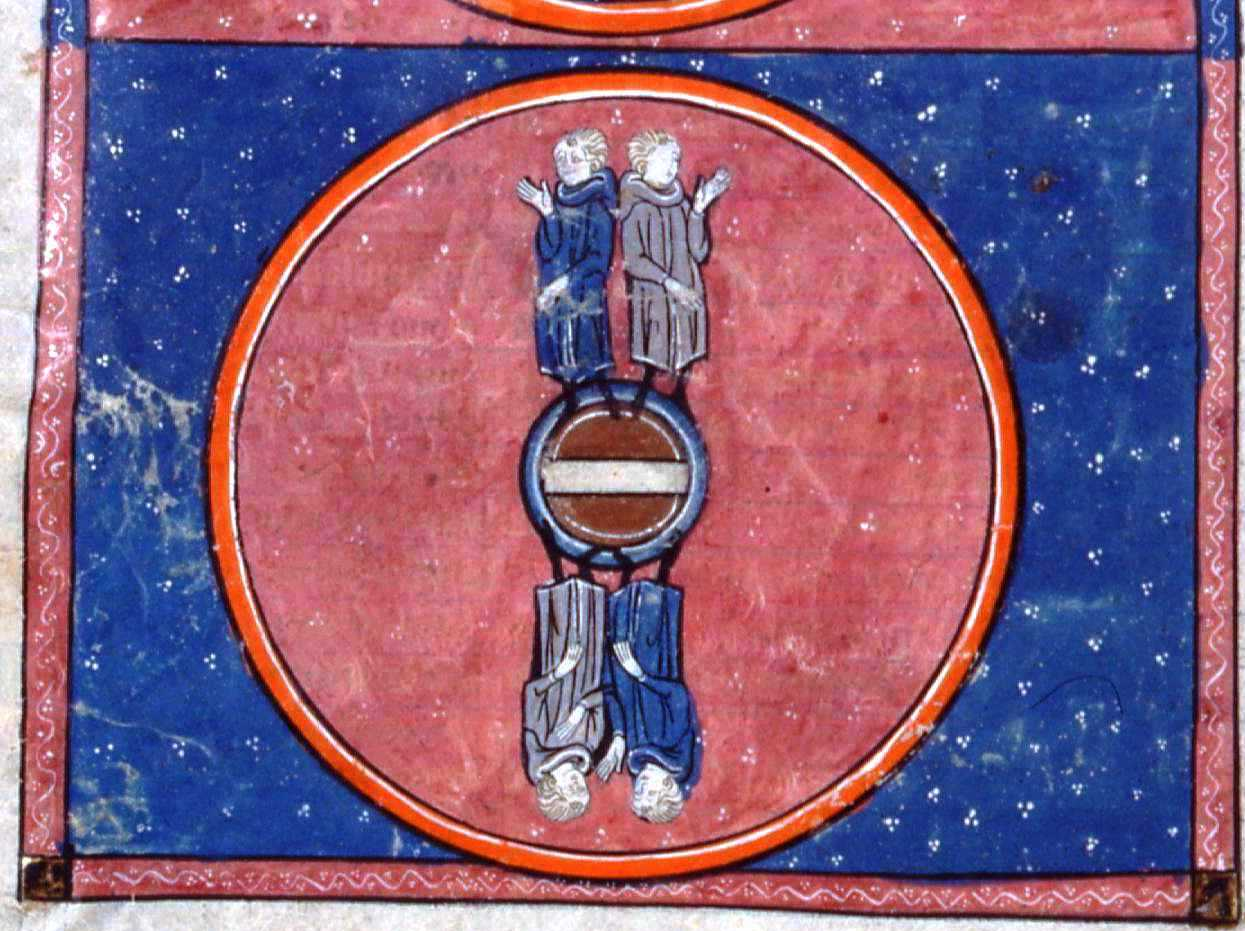
Représentation de la Terre et des antipodes vers 1304.

Selon l'historien et théologien catholique Jeffrey Burton Russell (en), le mythe de la croyance à une terre plate au Moyen Âge est une invention de polémistes du XIXe siècle. Des historiens, scientifiques et esprits libéraux, tels que John William Draper ou Washington Irving, souhaitent réfuter les arguments anti-évolutionnistes de l'époque. Pour étayer leur idéologie, ils se réfèrent alors à quelques Pères de l'Église et auteurs chrétiens (Lactance ou Cosmas Indicopleustès) qui postulaient cette figure plate en s'appuyant sur le récit biblique de la Genèse, tout en en ignorant d'autres (Jérôme de Stridon, Augustin d'Hippone, Macrobe, Boèce, Bède le Vénérable, Gerbert d'Aurillac, Scot Erigène, Joannes de Sacrobosco) qui affirmaient sa sphéricité. L'idée d'un dogme médiéval de la Terre plate, qui s'appuie aussi sur le mythe de l'Âge sombre médiéval et illustre l'histoire du conflit entre religion et science, s'est alors diffusée dans les ouvrages de vulgarisation et les manuels scolaires. Richard Buckminster Fuller mentionnera à plusieurs reprises le rôle des armateurs soucieux de décourager la concurrence dans la propagation du mythe de la Terre plate[réf. nécessaire].

## Isaac Asimov sur la relativité de l'erreur
Dans une lettre publiée sur le site de l'université Tufts Isaac Asimov rappelle que la distinction entre terre sphérique et plate reste négligeable en ce qui concerne les distances au quotidien du piéton, mais insiste sur son importance conceptuelle pour les grandes distances. Cette sphéricité sera montrée par le retour de l'expédition Magellan, bouclant de 1519 à 1522 le premier tour du monde (par l'Ouest), peu avant la naissance de Galilée en 1564.